# شبکه خاجی
شبکه خاجی (Sacral Plexus)از مجموعه شاخه‌های جلویی (قدامی) اعصاب نخاعی S۱-S۲-S۳، L۵ و قسمتی از L۴ ایجاد می‌شود. آن بخشی از اعصاب نخاعی کمری که در شبکه خاجی شرکت می‌کنند، تنه کمری خاجی (Lumbosacral trunk) می نامند. مهم‌ترین عصب شبکه خاجی، عصب سیاتیک نام دارد که قطورترین عصب محیطی بدن است.

## شاخه‌های شبکه خاجی
شاخه‌های شبکه خاجی که مربوط به اندام تحتانی هستند عبارتنداز:
- عصب برای ماهیچه مربع رانی (کوادراتوس فموریس) و ماهیچه دوقلوی تحتانی (ژملوس تحتانی)
- عصب برای ماهیچه سدادی داخلی (ابتوراتور داخلی) و ماهیچه دوقلوی فوقانی (ژملوس فوقانی)
- عصب برای ماهیچه هرمی (پیریفورمیس)
- عصب سرینی فوقانی [۱](گلوتئال فوقانی)
- عصب سرینی تحتانی [۲](گلوتئال تحتانی)
- عصب پوستی رانی پشتی [۳]
- عصب سیاتیک که ریشه‌های آن L۴-L۵ و S۱-S۲-S۳ است.
- عصب پوستی سوراخ‌کننده [۴]
- عصب شرمی (پودندال)

اعصاب دیگر شبکه خاجی شامل:
- عصب برای ماهیچه بالا برنده مقعد، ماهیچه کوکسیژئوس و اسفنکتر خارجی مقعد
- عصب‌های اسپلانکنیک لگنی [۵]

## نگارخانه

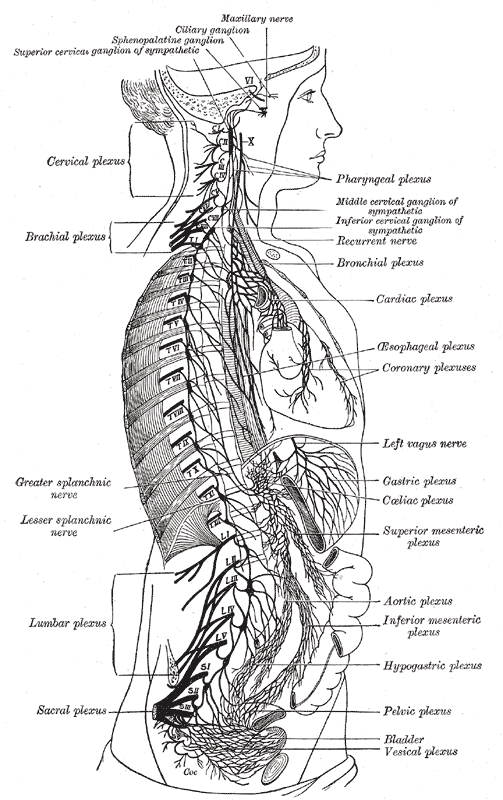